# NGC 415
NGC 415 är en stavgalax i stjärnbilden Bildhuggaren. Den upptäcktes den 1 september 1834 av John Herschel. 